# McGuffey (Ohio)
McGuffey es una villa ubicada en el condado de Hardin en el estado estadounidense de Ohio. En el Censo de 2010 tenía una población de 501 habitantes y una densidad poblacional de 531,42 personas por km².

## Geografía
McGuffey se encuentra ubicada en las coordenadas 40°41′33″N 83°47′10″O / 40.69250, -83.78611. Según la Oficina del Censo de los Estados Unidos, McGuffey tiene una superficie total de 0.94 km², de la cual 0.94 km² corresponden a tierra firme y (0%) 0 km² es agua.

## Demografía
Según el censo de 2010, había 501 personas residiendo en McGuffey. La densidad de población era de 531,42 hab./km². De los 501 habitantes, McGuffey estaba compuesto por el 96.61% blancos, el 0.6% eran afroamericanos, el 0.4% eran amerindios, el 0.4% eran asiáticos, el 0% eran isleños del Pacífico, el 0% eran de otras razas y el 2% pertenecían a dos o más razas. Del total de la población el 0.2% eran hispanos o latinos de cualquier raza.